# Corso di Buono
Corso di Buono (en italien Córso di Buono) est un peintre de l'école florentine mentionné en Toscane au Duecento connue par une fresque datée et signée à Montelupo Fiorentino.

## Œuvre datée et signée
- Cristo Pantocrator e i Miracoli di san Giovanni evangelista[1], fresque signée  et datée 1284,  église San Lorenzo,  Montelupo Fiorentino.

## Attribution incertaine
L'attribution des panneaux dru Diptyque d'Amsterdam (c. 1275-1280, Rijksmuseum Amsterdam) est encore très débattue entre les peintres florentins, Grifo di Tancredi et Corso di Buono, influencés par le Maître de la Madeleine.

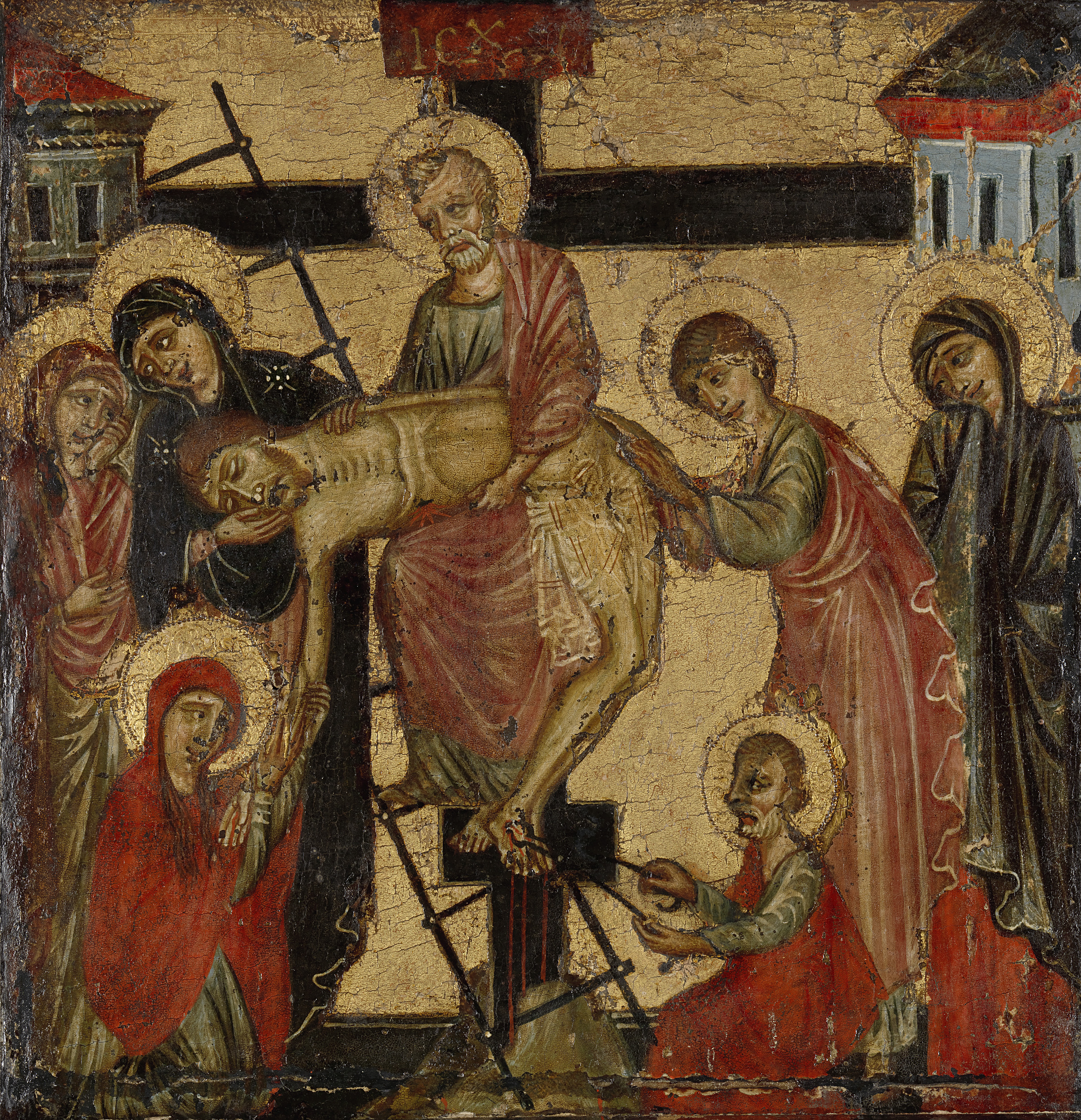
Déposition de Croix, Amsterdam, Rijkmuseum (inv. SK-A-3392)
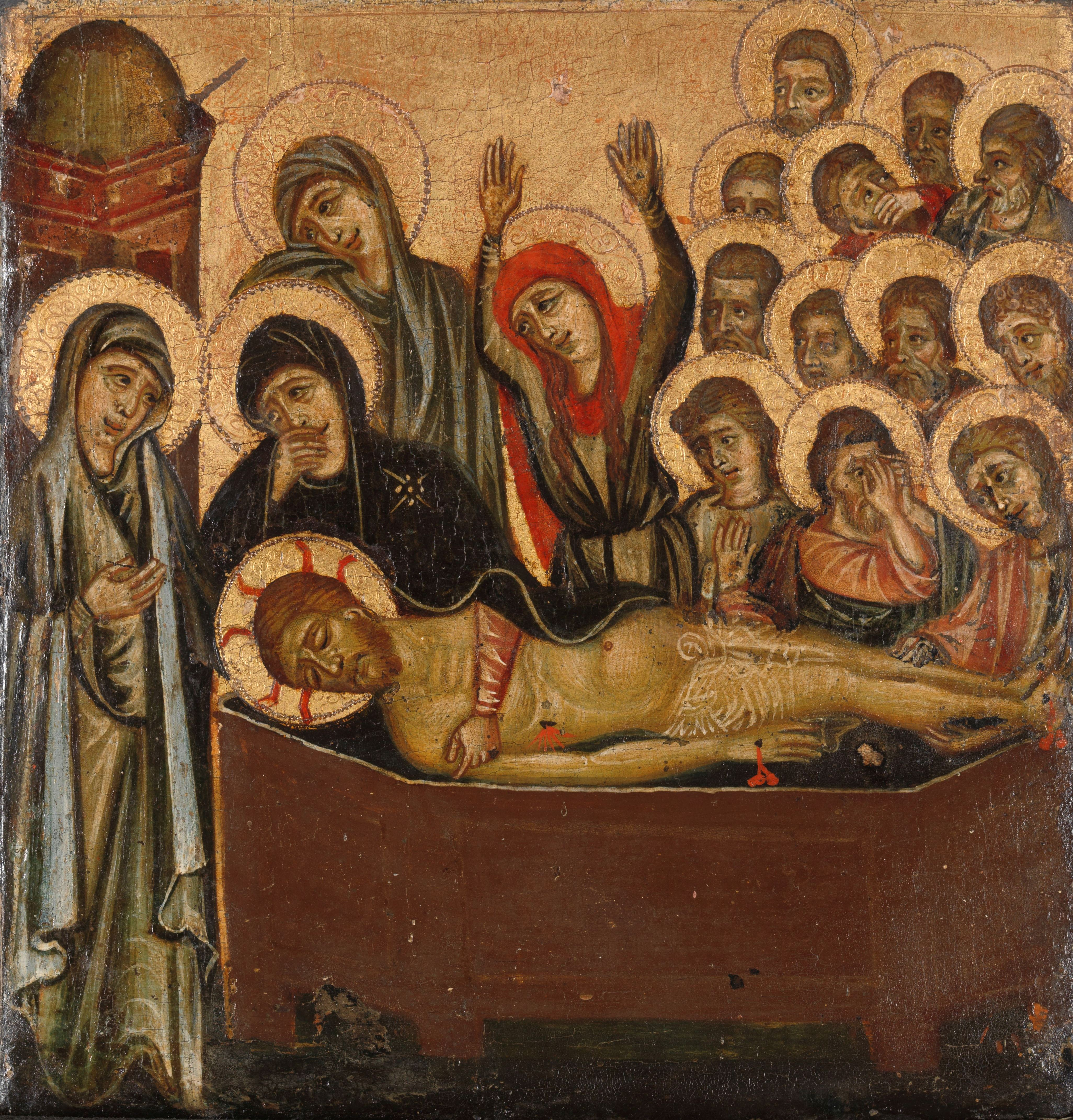
Mise au tombeau, Amsterdam, Rijkmuseum (inv. SK-A-3393)

## Sources
- Encyclopédie Treccani